# Бердах
Бердах, Бердімурат Каргабаєв (1827 — 1900) — каракалпацький поет-демократ, основоположник каракалпцької літератури. Літературний псевдонім Бердімурата Каргабаєва.

## Життєпис
Родом з бідної родини. Вчився в мектебі. Твори видані лише за радянської влади. Незважаючи на переслідування, з великою силою викривав гнобителів народу, духівництво, закликав до боротьби за визволення. Найзначніший твір — роман у віршах «Хан-самодур». Автор ліричних, сатиричних, дидактичних віршів, історичних поем: «Родовід», «Айдос бій», «Амангельди», «Ерназар бій», «Шежире», «Хорезм» та інших.